# Jean Luzac
Pour les articles homonymes, voir Luzac.
Jean Luzac (2 août 1746 à Leyde - 12 janvier 1807 à Leyde), huguenot d'origine, est un juriste, journaliste et professeur de grec et d'histoire néerlandais, recteur de l'université de Leyde. Il fut l'un des rédacteurs de presse les plus influents du monde occidental dans les années qui précédèrent la Révolution française. Son journal, la Gazette de Leyde, avait été fondé par la famille de la Fonts, puis repris, en 1738, par la famille Luzac.